# SpVgg Neckarelz
El SpVgg Neckarelz es un equipo de fútbol de Alemania que juega en la Oberliga Baden-Württemberg, una de las ligas que conforman la quinta liga de fútbol en el país.

## Historia
Fue fundado en junio de 1921 en la ciudad de Neckarelz con el nombre Fußballverein Neckarelz, el cual cambiaron en abril de 1930 por el de Spielvereinigung Neckarelz. La mejor liga en la que ha participado hasta el momento ha sido la Amateurliga Nordbaden (III) en 1974, donde jugó por 4 temporadas hasta su fracaso en ingresar a la nueva Amateuroberliga Baden-Württemburg en 1979 como una liga aparte de la región. Su mejor resultad fue sexto lugar en 1977 hasta el momento han jugado en la Copa de Alemania un par de veces, en ambas fue eliminado en la Primera ronda 1-6 ante el FC Friburg en 1979 y 1-3 ante el Bayern Munich en 2010.

## Palmarés
- Oberliga Baden-Württemberg: 1

2013
- Verbandsliga Nordbaden: 1

2010
- Landesliga Odenwald: 1

2006
- North Baden Cup: 1

2009

## Temporadas recientes
Estas son las temporadas del club desde el 2003:
| Temporada | Liga                       | División | Posición |
| 2003–04   | Landesliga Odenwald        | VI       | 2º ↑     |
| 2004–05   | Verbandsliga Nordbaden     | V        | 17º ↓    |
| 2005–06   | Landesliga Odenwald        | VI       | 1º ↑     |
| 2006–07   | Verbandsliga Nordbaden     | V        | 14º      |
| 2007–08   | Verbandsliga Nordbaden     | V        | 9º       |
| 2008–09   | Verbandsliga Nordbaden     | VI       | 4º       |
| 2009–10   | Verbandsliga Nordbaden     | VI       | 1º ↑     |
| 2010–11   | Oberliga Baden-Württemberg | V        | 4º       |
| 2011–12   | Oberliga Baden-Württemberg | V        | 3º       |
| 2012–13   | Oberliga Baden-Württemberg | V        | 1º ↑     |
| 2013–14   | Regionalliga Südwest       | IV       |          |

- Con la introducción de las Regionalligas en 1994 y de la 3. Liga en el 2008 como el nuevo tercer nivel por detrás de la 2. Bundesliga, todas las ligas bajaron un nivel.

## Estadio
El club juega sus partidos de local en el Elzstadion, con capacidad para 4,500 espectadores y que fue inaugurado en 1963.